# ZIS
ZIS – Zrzeszenia Imperatywnie Skoordynowane (ang. ICA – imperatively coordinated associations) jest to pojęcie stworzone przez Ralfa Dahrendorfa, określające organizacje ról, w których jedne dysponują w stosunku do innych wymuszającą konformizm władzą.
Władza stanowi jednak dobro na tyle rzadkie, że w obrębie poszczególnych ZIS-ów dochodzi do konfliktu, współzawodnictwa i walki, którego efektem jest zmiana w obrębie wzorów instytucjonalnych.
ZIS możemy podzielić na dwie główne kategorie: tych, którzy rządzą (dążą oni do zachowania status quo) i tych, którzy są rządzeni (mają oni swój interes w tym, aby doszło do ponownej redystrybucji władzy w systemie). Kiedy obie grupy uświadamiają sobie, że ich wzajemne interesy są sprzeczne, dochodzi do polaryzacji, kiedy to obie grupy stają po przeciwnych stronach konfliktu. W wyniku walki dochodzi do ponownej redystrybucji władzy, instytucjonalizacji nowej wiązki ról rządzących i rządzonych. Z czasem, pomiędzy tymi nowo utworzonymi grupami ponownie dojdzie do konfliktu, i proces się powtórzy.
Konflikt w ZIS-ach stanowi główną przyczynę zmiany w systemach społecznych.